# 張萬有
張萬有（1957年9月1日—），香港漫畫家，黃玉郎三大弟子之一。他在1970年畢業於聖馬可小學，1973年在明愛聖方濟各職業先修學校完成中三年級學業後便離校，1974年與同學往黃玉郎於北角家中，交了幾幅作品給黃玉郎過目，希望刊登在讀友天地，黃見其作品後認為張有畫漫畫天份，邀其加盟，但只17歲的他遭家人反對，中三之後經中學班主任介紹到仁孚行的車房當維修技工，其時黃玉郎人手短缺，黃再遊說張父允其加入，於是便在夜間做黃的助理。最後張終辭去車房工作，1974年8月正式全職加入玉郎門下，繼祈文傑後，成為黃玉郎第二弟子。
和其他漫畫人一樣，張萬有也是由低做起﹔早年他衹是負責執稿的工作，期間他更與祈文傑和毛名威合繪《趣怪漫畫》一書。1980年，張萬有初嘗當主筆的滋味，編繪首部個人作品《野狼傳》，後來由李高接手編寫它。期間，他亦先後主編過《龍虎門新傳》和《醉拳》，小劍仙一角堪稱經典。
19年，張萬有擔任《龍虎門》的畫面統籌。張萬有接手《龍虎門》後，成績斐然，把香港武打漫畫發揚光大，暴力感強得驚人，筆下經典角色及場口更是不絕，同行無不讚嘆。
1990年，馬榮成約滿「玉郎」，張萬有被安排擔任《中華英雄》主編一職，令該書止跌。
1991年，「玉郎」發生了「張萬有怒撕龍虎門封面」事件，張萬有與「玉郎」高層鬧得勢成水火，最後更是解僱收場。及後，他自組「珊瑚」出版《爭霸》﹔但因為《爭霸》裡的赤目老祖有抄襲《龍虎門》的老祖宗之嫌，令他惹上官非。其後他與「天下」合作製作《戰馬》。
1993年，張萬有加盟「鄺氏」，為他師父的宿敵上官小寶效力主編《李小龍》。
1994年，張萬有重返「文化傳信」，先後主編過《如來神掌》、《龍虎門》和《創神傳》。
1998年，張萬有加盟「玉皇朝」，擔任美術主筆，編寫漫畫《天子傳奇三.流氓天子》及《天子傳奇四.大唐威龍》。
1999年，「玉皇朝」發生了「黃玉郎怒抄張萬有」事件。及後，張萬有自資出版《大宋皇朝趙匡胤》及《劍祖宗》。《劍祖宗》甚具氣勢，配合兵器精品的促銷策略也相當成功，並緊接推出《極道惡拳》，之後逐漸淡出畫壇。 
2010-09-18 接受香港人網 （页面存档备份，存于）訪問。細談往事。
2012-01-10 接受香港人網早朝天下 （页面存档备份，存于）訪問。向動漫聯會發炮。
2012年，張萬有應漫畫家黃國興盛情邀請，參與《漫人協會》於2012年香港動漫節的漫畫家聯合畫展，展出一幅最新畫作--《天崩地裂》以及推出限量《極道惡拳》水晶簽名板，一解眾張萬有迷多年相思之苦。
2013年2月，張萬有獲邀出席《老夫子歡慶五十周年暨公益愛香港》慈善活動，並親繪賀畫贈王澤老師留念。

## 作品列表
- 1979年 《龍虎門新傳》（與黃玉郎合編）
- 1980年 《野狼傳》
- 1981年 《醉拳》
- 1985年 《龍虎門》
- 1990年 《中華英雄》
- 1991年 《爭霸》
- 1992年 《戰馬》
- 1992年 《李小龍》
- 1994年 《如來神掌》
- 1994年 《創神傳》
- 1995年 《龍虎門》
- 1997年 《巨龍列傳》
- 1998年 《天子傳奇叁 - 流氓天子》
- 1999年 《天子傳奇肆 - 大唐威龍》
- 1999年 《大宋皇朝趙匡胤》
- 1999年 《劍祖宗》
- 2000年 《極道惡拳》

## 相關連結
- 張萬有 Facebook 專頁
- 《完全黃玉郎大圖鑒》特別附錄：《魔鬼主筆：完全張萬有大圖鑒》 （页面存档备份，存于）